# Chillul Hashem
Chillul haShem (ebraico: חילול השם, profanazione del nome), significa dissacrazione del Nome di Dio ed è un termine usato nell'Ebraismo che indica qualsiasi atto o comportamento che profana o porta discredito alla fede in Dio, a qualsiasi aspetto degli insegnamenti della Torah, della Legge ebraica (Halakhah) o offende la comunità religiosa ebraica.

## Bibbia ebraica
La fonte di questo comandamento è da ricercarsi nel Libro del Levitico: "Non profanerete il mio santo nome, perché io mi manifesti santo in mezzo agli Israeliti. Io sono il Signore che vi santifico" - col significato di portare disonore o vergogna al nome di Dio con un'azione o mancanza di azione.

### Nell'Ebraismo
Qualsiasi comportamento o azione che disonori, danneggi o profani Dio e la sua Legge sono considerati come profanazione del nome di Dio. Il concetto opposto, Kiddush Hashem (santificazione del Nome), significa qualsiasi azione che porti onore, rispetto e gloria a Dio: espressione spesso usata per indicare il martirio religioso. L'obbligo di astenersi dalla profanazione del Nome è uno dei 613 comandamenti nella enumerazione rabbinica.